# Changements territoriaux des États baltes
Les changements territoriaux des États baltes font référence au redessin des frontières de la Lituanie, de la Lettonie et de l'Estonie après 1940. Les trois républiques, autrefois régions autonomes au sein de l'ancien Empire russe et avant celle de l'ancienne république des Deux Nations et en tant que provinces de l'Empire suédois, ont obtenu leur indépendance au lendemain de la Première Guerre mondiale et de la révolution russe de 1917. Après une guerre d'indépendance sur deux fronts menée contre les forces nationalistes russes bolcheviques et allemandes baltes, les pays ont conclu des traités de paix et frontaliers avec la Russie soviétique en 1920. Cependant, avec la Seconde Guerre mondiale et l'occupation et l'annexion de ces républiques à l'Union soviétique vingt ans après leur indépendance, certaines modifications territoriales ont été apportées en faveur de la RSFS de Russie. Cela a été la source de tensions politiques après qu'ils ont retrouvé leur indépendance avec la dislocation de l'Union soviétique. Certains des différends restent non résolus.
Les principaux problèmes sont les territoires qui faisaient partie de la Lituanie, de la Lettonie et de l'Estonie dans l'entre-deux-guerres, mais qui ont été incorporés à la RSFS de Russie, à la RSS de Biélorussie et à la Pologne après la Seconde Guerre mondiale. De plus, certains territoires qui n'étaient pas contrôlés par les républiques baltes indépendantes ont également été annexés à l'époque soviétique. Le cas le plus notable est celui de Vilnius prise à la Pologne par l'URSS pour devenir la capitale de la Lituanie.
Après la dislocation de l'Union soviétique, la question de ces territoires a été soulevée par les gouvernements estonien et letton. La Lituanie n'a jamais officiellement soulevé la question de ses frontières et a conclu des traités frontaliers avec tous ses voisins. Seuls les groupes politiques marginaux utilisent la « question des frontières » dans leur rhétorique politique.

## Changements territoriaux réels après la Seconde Guerre mondiale

Changements territoriaux des États baltes en 1939-1945.

Voici une liste des changements territoriaux réels qui se sont produits lorsque la Lituanie, la Lettonie et l'Estonie ont été incorporées à l'Union soviétique et sont devenues les républiques socialistes soviétiques baltes. Toutes les frontières établies par ces changements existent jusqu'à nos jours (maintenant, elles délimitent les frontières des États baltes indépendants). Les noms officiels russes, biélorusses ou polonais modernes des lieux mentionnés dans cette section sont donnés en premier lieu, tandis que, le cas échéant, les noms officiels de l'entre-deux-guerres (lituanien, letton ou estonien) sont donnés entre parenthèses.

### Estonie
En janvier 1945, certains territoires de la RSS d'Estonie ont été cédés à la RSFS de Russie : la frontière russo-estonienne au nord du lac Peïpous a été déplacée vers l'ouest d'environ 12 km de son emplacement de l'entre-deux-guerres (qui était délimité par le traité de Tartu) ; la nouvelle frontière (qui existe jusqu'à nos jours) longe la rivière Narva. La frontière russo-estonienne qui passait au milieu du lac Peïpous n'a pas changé, tandis que la frontière au sud du lac Peïpous a également été déplacée vers l'ouest (d'environ 25 km). Dans l'ensemble, environ 2 210 km2 de terres ont changé de mains, y compris Ivangorod (Jaanilinn, alors banlieue est de Narva), la ville de Petchory (Petseri) et les zones situées dans et autour d'Izborsk (Irboska), Lavry (Laura) et Rotovo (ru) (Roodva (et)), et l'île de Kolpin (Kulkna) dans le sud du lac Peïpous.

### Lettonie
À la fin de 1944, un territoire dans le nord-est de la RSS de Lettonie d'environ 1 300 km2 a été cédé à la RSFS de Russie. Cette zone comprend les villes de Pytalovo (Jaunlatgale jusqu'en 1938, Abrene depuis 1938) et quatre districts ruraux. Toutes ces zones pendant l'entre-deux-guerres constituaient la partie orientale du comté d'Abrene (en) en Lettonie, tandis que pendant l'Empire russe, elles faisaient partie de l'ouïezd d'Ostrov (en) du gouvernement de Pskov. Selon le recensement letton de 1935, les Russes représentaient 85,8 % de la population du territoire cédé, tandis que les Lettons représentaient 12,5 %. Ils ont été ajoutés à l'oblast de Pskov de la RSFS de Russie. La frontière russo-lettone dans le sud-est de la Lettonie n'a pas changé. Bien que la Pologne se soit déplacée vers l'ouest après la guerre et réside maintenant à plus de 320 km des frontières de la Lettonie, des traces de son influence subsistent à Latgale.

### Lituanie
Après l'annexion de la Lituanie à l'Union soviétique en 1940, une nouvelle frontière orientale de la Lituanie (RSS de Lituanie) a été délimitée. La frontière qui a été délimitée en 1920 par le traité de paix lituano-soviétique n'avait pas été la frontière est et sud de la Lituanie pendant la majeure partie de la période car la région de Vilnius est devenue une partie de la Pologne au début des années 1920. La Lituanie, cependant, a continué à revendiquer la frontière de 1920 comme officielle et les Soviétiques ont continué à reconnaître ces zones comme faisant partie de la Lituanie plutôt que de la Pologne également. En 1940, lorsque la Lituanie a été incorporée à l'Union soviétique, une nouvelle frontière a été tracée, élargissant de facto le territoire lituanien, mais pas dans toute l'étendue de la revendication de la république. Le gain notable a été la ville de Vilnius, qui est redevenue la capitale de la Lituanie. Le contrôle de la région de Vilnius a été partagé entre la RSS de Lituanie (y compris les villes de Švenčionys, Druskininkai et le village de Dieveniškės), la RSS de Biélorussie et l'Allemagne nazie (ce dernier territoire a été restitué à la Pologne après la Seconde Guerre mondiale). Les principales villes qui ont été reconnues par les Soviétiques comme faisant partie de la Lituanie par le traité de 1920 mais qui n'ont pas été ajoutées à la RSS de Lituanie sont Grodno (Gardinas), Lida (Lyda), Smarhon (Smurgainys), Pastavy (Pastovys), Achmiany (Ašmena), Braslaw (Breslauja), Suwałki (Suvalkai).

## Raisons des changements territoriaux
La redistribution des terres après la Seconde Guerre mondiale était basée sur l'ethnicité des populations locales - certains des territoires qui avaient une nette majorité non balte étaient rattachés à d'autres républiques ; ceci, cependant, est également arrivé à certains territoires qui avaient une nette majorité balte[citation nécessaire] (beaucoup d'entre eux étaient des enclaves dans des zones sans majorité balte). En Lettonie et en Estonie, des parties de territoires qui n'avaient pas appartenu au gouvernement d'Estonie, au gouvernement de Riga, au gouvernement de Vitebsk ou au gouvernement de Courlande au sein de l'Empire russe ont été détachées, mais rien ne prouve que cela ait été une raison du transfert de territoire. Dans le cas de la Lituanie, le détachement n'avait aucun fondement historique.

## Histoire des territoires après la reprise de l'indépendance
Sous la domination soviétique, les territoires qui ont été ajoutés à la RSFS de Russie et à la RSS de Biélorussie ont été largement russifiés, en raison d'un soutien insuffisant aux langues lituanienne, lettone et estonienne, caractérisé par trop peu d'écoles proposant des programmes dans ces langues.[citation nécessaire] Ils ont vu une migration importante de russophones.[citation nécessaire] Dans certains des territoires qui sont devenus une partie de la Pologne, des écoles de langue lituanienne existaient et existent toujours.
Les territoires n'ont pas été restitués aux États baltes après qu'ils ont retrouvé leur indépendance et font toujours partie de la Russie, de la Biélorussie et de la Pologne. En général, la politique gouvernementale officielle de la Lettonie et de l'Estonie n'est pas de pousser la question, mais le retour des territoires est soutenu par certaines organisations, généralement marginales, à l'intérieur de ces pays, comme l'Abreniešu apvienība (Union abrénienne) en Lettonie.

### Estonie
Le traité frontalier entre l'Estonie et la Russie avait été signé à Moscou le 18 mai 2005 et ratifié par l'Estonie, mais n'a pas été ratifié par la Russie. La raison officielle en était que la législation de ratification du traité interne de l'Estonie adoptée par le Parlement mentionnait le traité de Tartu de 1920 (le traité en vertu duquel ces territoires ont été initialement reconnus comme estoniens).
Le 6 septembre 2005, le ministère russe des Affaires étrangères a convoqué Anne Härmaste, chargée d'affaires par intérim de l'Estonie en Russie, et lui a remis une note contenant une notification de l'intention de la fédération de Russie de retirer sa signature et de ne pas devenir une partie au traité entre la fédération de Russie et la république d'Estonie sur la frontière d'État russo-estonienne et au traité entre la fédération de Russie et la république d'Estonie sur la délimitation des zones maritimes dans la baie de Narva et le golfe de Finlande.
Le traité de Tartu est considéré comme un document historique sans pouvoir juridique par la Russie, tandis qu'en Estonie, la situation est différente, car officiellement l'Estonie se considère comme l'état de continuation de l'Estonie de l'entre-deux-guerres.

### Lettonie
Les responsables russes et lettons ont paraphé le traité frontalier pour la première fois en 1997 et Moscou et Riga étaient prêts à le signer en 2005. La signature, cependant, a été retardée au dernier moment lorsque la Lettonie a inclus une référence à un traité de 1920 en vertu duquel Pytalovo était considéré comme faisant partie de la Lettonie. En Lettonie, l'opposition, principalement l'organisation Abreniešu apvienība composée de personnes déportées de Pytalovo et des environs, a fait pression pour un référendum national sur ce traité car ils le considéraient comme une violation de la constitution de Lettonie (principe d'unité territoriale). Le gouvernement a exclu la possibilité d'un référendum, mais les négociations sur le traité frontalier ont été suspendues par la Russie après que le parlement letton a publié une déclaration déclarant que la Lettonie était occupée par l'Union soviétique et réclamant une compensation matérielle à la Russie pour la période d'occupation.
Le président russe Vladimir Poutine, dans son discours concernant ces territoires, a déclaré qu'« il est contraire à l'esprit de l'Europe moderne » de soulever des questions comme celle-ci, que « la Russie a également perdu nombre de ses territoires extérieurs lors de l'éclatement de l'Union soviétique, tels que la Crimée ».[citation nécessaire] Dans une interview avec Komsomolskaïa Pravda en mai 2005, Vladimir Poutine a abordé la question de Pytalovo, lorsqu'il a déclaré que la Russie ne tiendrait aucune négociation avec la Lettonie qui impliquait des pertes territoriales pour la Russie,.
En février 2007, le parlement letton a adopté une loi renonçant à toute revendication territoriale contre la Russie, ouvrant la voie à la signature du traité. Le Premier ministre letton Aigars Kalvitis et son homologue russe Mikhaïl Fradkov ont signé le traité le 27 mars 2007 à Moscou. En vertu du traité, la Lettonie abandonne toute revendication territoriale sur le district de Pytalovo (en) de la région russe voisine de Pskov.

### Lituanie
La Lituanie immédiatement après l'indépendance a reconnu les frontières établies en 1940 comme les frontières de la Lituanie et a signé des accords frontaliers avec la Biélorussie et la Pologne. Les relations avec la Russie voisine sont tendues depuis lors mais maintiennent une alliance diplomatique avec la Pologne et la Biélorussie.